# Micardia argentata
Micardia argentata är en fjärilsart som beskrevs av Butler 1878. Micardia argentata ingår i släktet Micardia och familjen nattflyn. Inga underarter finns listade i Catalogue of Life.